# Upplands runinskrifter 810
Upplands runinskrifter 810 är en vikingatida runsten av granit i Nopskäl, Fröslunda socken och Enköpings kommun. Runstenen är 1,1 meter hög och 0,6 meter bred. Erik Brate har attribuerat ritningen till Balle. Huvudsakligen byggde han det antagandet på korsets utseende.

## Inskriften
Translitterering av runraden:
... auk · ernuiþr · þair ×× li(t)u · raisa · stan · þisa ...
Normalisering till runsvenska:
... ok Ærnviðr þæiʀ letu ræisa stæin þennsa ...
Översättning till nusvenska:
... och Ärnvid de läto resa denna sten ...